# Elisa Ferreira
Pour les articles homonymes, voir Ferreira.
Elisa Maria da Costa Guimarães Ferreira, née le 17 octobre 1955 à Porto, est une femme politique portugaise. Elle est commissaire européenne à la Cohésion et aux Réformes de 2019 à 2024.

## Biographie

### Parcours universitaire
Elle obtient sa licence d'économie à l'université de Porto en 1977 et y devient alors enseignante. Elle complète sa formation par une maîtrise d'économie, obtenue à l'université de Reading en 1981, puis par un doctorat dans le même domaine, passé avec succès en 1985 dans le même établissement.

### Une spécialiste du développement régional
En 1986, alors qu'elle obtient un poste de collaboratrice à l'université catholique portugaise (UCP), elle est nommée sous-directrice du projet de gestion des ressources hydriques de la région Nord. Elle occupe ce poste un an, puis obtient en 1989 celui de vice-présidente de la commission de coordination et de développement régional (CCDR) de ce même territoire.
Lorsqu'elle quitte cette fonction en 1992, c'est pour devenir vice-présidente exécutive de l'association des entrepreneurs portugais jusqu'en 1994.

### Ministre par deux fois
À la suite des élections législatives du 1er octobre 1995, le Premier ministre socialiste António Guterres la nomme ministre de l'Environnement le 28 octobre suivant. À l'issue de son mandat, elle est placée en dix-neuvième position sur la liste PS dans le district de Porto, conduite par Fernando Gomes, pour les législatives du 10 octobre 1999.
Élue députée à l'Assemblée de la République, elle est nommée le 25 octobre ministre de la Planification, c'est-à-dire chargée spécifiquement du développement régional. 

### Députée européenne
Pour les élections législatives anticipées du 17 mars 2002, elle est investie tête de liste dans le district de Braga et fait élire 8 députés sur 18. À l'ouverture de la législature, alors que le PS retourne dans l'opposition, elle est désignée vice-présidente du groupe parlementaire.
Environ deux ans plus tard, aux élections européennes du 13 juin 2004, elle est positionnée en quatrième sur la liste de l'ancien ministre de la Justice António Costa et se voit donc élue au Parlement européen. Elle abandonne alors l'Assemblée de la République. Elle est réélue, toujours en quatrième position, sur la liste de Vital Moreira lors du scrutin du 7 juin 2009.
Lors des élections locales qui se tiennent quatre mois plus tard, elle est tête de liste pour le conseil municipal de Porto. Opposée au maire sortant Rui Rio, au pouvoir depuis 2001, elle échoue à reconquérir la deuxième ville du pays et se contente de 34,8 % des voix et 5 sièges sur 13, soit un point et demi de moins mais autant d'élus que Francisco Assis en 2005.
Le PS l'investit de nouveau en quatrième position sur la liste des élections européennes du 25 mai 2014, ce qui lui permet d'obtenir un troisième mandat. Elisa Ferreira est nommée membre du conseil d'administration de la Banque du Portugal. Elle quitte alors le Parlement européen le 19 juin 2016.